# Marcel Dommergues
Marcel Dommergues est un libraire parisien du XXe siècle.

## Biographie
Il est né au premier étage d’une école élémentaire. Son grand-père ne savait ni lire ni écrire, mais il avait une passion dévorante pour les livres. Son père avait quant à lui une bibliothèque bien fournie. Il inscrivait sur certains ouvrages de sa collection « dans ce livre tout n'est pas exact ».
Sa librairie, ouverte en 1947, était située au 23 rue des Écoles dans le 5e arrondissement de Paris. Elle était située à quelques pas du Collège de France et de la Sorbonne. Il était également chroniqueur pour la revue de la Haute-Auvergne (revue publiée par la Société des lettres, sciences et arts).
Il raconte sa vie dans son livre Le carquois du libraire publié en 1979.
Son rêve était de devenir chroniqueur judiciaire à Paris, bien loin de songer à un futur possible dans la librairie. Aujourd’hui l’ancienne librairie de Marcel Dommergues a laissé place à des salles de cinéma. Il a fermé boutique après vingt-sept ans d’exercice et quatre-vingts catalogues. Il repose actuellement au cimetière parisien de Bagneux.

## Carrière
Plusieurs années avant son inscription officielle au registre du commerce, Marcel Dommergues s’était fait la main par une activité clandestine d’achat et vente de livres anciens, tout en se constituant une bibliothèque variée : il était ouvertement amateur et libraire au noir. Il a eu quelques altercations avec le syndicat de la librairie ancienne et moderne. Il a fini par s’inscrire à la Ligue internationale de la librairie ancienne (L.I.L.A.), ainsi qu’à la Société amicale des libraires ouvrant peu (S.A.L.O.P.). À son arrivée officielle dans la corporation, M. Poursin (président du syndicat), lui dit : « Maintenant la situation est régularisée. Je vous donne l’absolution ».
Lors de son inscription, un ami essaie de le dissuader de quitter son métier d'avocat de province pour monter une affaire sur la capitale :
« Tu as une situation honorable et lucrative. Ton étude est la première du département. Tu as la réputation, fondée ou non (il suffit qu’on le croie) de n’engager que de bons procès et d’éviter les autres par des arrangements. Tu habites ta maison. Ta femme fait une cuisine à rendre jaloux Brillat-Savarin et Grimod de La Reynière. Ta cave est bonne, tu te délectes de ces vieux fromages du Cantal inconnus du palais des Parisiens (ces Béotiens les préfèrent frais). Tu as surpris les cambrioleurs chez toi juste avant le « casse ». Tu as évité de justesse d’être fusillé par la Milice. Et tu veux briser ta chance et tout plaquer pour courir vers l’incertitude d’un métier, d’une boutique, d’un appartement ! C’est pure folie ».
En effet, Marcel Dommergues  rencontrait  beaucoup de concurrence dans ce domaine du livre :
« Certains secteurs étaient déjà tenus de main ferme à Paris. Il valait mieux ne pas se risquer en aéronautique pour se confronter avec le doyen Vivien ; De Nobele régnait sur les Beaux-Arts ; la dynastie des Clavreuil sur l’histoire ; Thiébaud sur la chasse ; Picard sur l’archéologie ; Castaing-Charavay sur les autographes ; Loewy sur l’illustré moderne ; Chamonal sur les voyages ; Scheler sur la médecine ; Sergent sur la marine. Restait tout de même à picorer çà et là, et surtout le domaine immense de la littérature française où une bonne formation de base pouvait m’être utile. Je pouvais m’y lancer, et surtout dans mon siècle préféré ».
Pour se constituer un stock de départ, Marcel Dommergues a mis sur les rayons la majeure partie de sa bibliothèque. Il a envoyé par la suite un premier catalogue de cent livres axés sur la littérature qu’il intitula : De Rémy Belleau à Guillaume Apollinaire. 
Au coup d’envoi de sa librairie, il attendait les clients (venait seulement dans sa boutique des confrères à lui). Un petit groupe d’habitués se constituait cependant, qui grossissait avec le temps. Des étudiants du quartier latin venaient également le voir pour leurs recherches de mémoire ou de thèse.
Auteur des Après-midi du libraire (ouvrage dans lequel il parle de ses amis du monde du livre),,, Marcel Dommergues, encouragé par le franc succès de son œuvrette, est devenu l’auteur et l’éditeur du Mirliton du libraire. Il trouvait son livre bon, mais avait vraisemblablement tort. Les journalistes parisiens lui reprochèrent d’avoir parlé d’auteurs peu connus du grand public (dont Louise Colet et Arvède Barine). Même s’il avait évoqué Victor Hugo, Rabelais, et Paul Valéry, cela ne suffisait pas. Comme il l’a dit lui-même « ce n’était pas un brillant résultat et mon amour-propre en prit un bon coup ».
Il est cité comme auteur de pastiches littéraires du XXe siècle par Paul Aron.

## Ouvrages
- Le Carquois du Libraire, éditions du Rocher, 1979.
- Le Mirliton du libraire, 1957.
- Les Après-midi du libraire, réflexions à l'usage des bibliophiles et des libraires, 1949.